# Joaquín Urquiaga
Joaquín Urquiaga Legarburu est un joueur de football espagnol né le 29 mars 1910 à Zorrotza et mort à Bilbao le 28 juillet 1965.

## Gloire à Séville
Joaquín débute au Bétis Séville, le 25 décembre 1932 contre le FC Barcelone; à partir de ce match, Urquiaga prend la place du gardien de but et ne lâche plus pendant 4 ans. Sa première saison le voit faire 14 matchs et termine 5e avec son club en 32-33 et 4e en 33-34 après 16 matchs. La saison 34-35 est l'année du Bétis, le club remporte le championnat d'Espagne et Urquiaga remporte le trophée Zamora après avoir pris 19 buts en 21 matchs. La saison 35-36 est sa dernière en Espagne et le club finit 7e après qu'il eut joué 42 matchs en deux saisons. En 1936, il fut appelé à disputer un match avec l'équipe nationale contre l'Autriche mais finalement, il ne joua pas le match.

## Fuite au Mexique
La Guerre d'Espagne éclate en juillet 1936 et Joaquin décide de déménager pour le Mexique. Son parcours au Mexique est flou, on sait qu'il a joué pour le CF Asturias et le CD Veracruz avec qui il remportera le championnat du Mexique en 1946. Il exerça avec brios après sa carrière de joueur, le poste d'entraineur, remportant même des titres. 

## Palmarès
- Championnat d'Espagne de football : 1934-1935
- Trophée Zamora : 1935
- Championnat du Mexique de football : 1945-1946 (comme joueur), 1952-1953 (comme entraineur)
- Coupe du Mexique de football : 1948
- Supercoupe du Mexique de football : 1953